# Minrecordite
La minrecordite è un minerale appartenente al gruppo della dolomite.